# International Council on Clean Transportation
International Council on Clean Transportation (ICCT) és una organització independent sense ànim de lucre constituïda segons la secció 501 (c) (3) del codi fiscal dels Estats Units. Proporciona anàlisis tècniques i científiques als reguladors ambientals. És finançada per la ClimateWorks Foundation, la William and Flora Hewlett Foundation, la Energy Foundation i la David and Lucile Packard Foundation.

## Escàndol d’emissions de Volkswagen
L’ICCT va encarregar a investigadors de la West Virginia University que provessin les emissions de vehicles dièsel Volkswagen el 2013. El maig de 2014, ICCT va alertar l'Agència de Protecció Ambiental dels Estats Units i el California Air Resources Board que els models mostraven nivells d'emissions d'òxid de nitrogen molt més elevats dels permesos per la llei. El setembre de 2015, l'EPA va dir que Volkswagen podria ser responsable de fins a 18.000 milions de dòlars en multes per l'ús de programari en gairebé 500.000 vehicles dièsel VW i Audi venuts entre el 2009 i el 2015 que eludien les normatives d'emissions, desencadenant una controvèrsia que va conduir a múltiples proves i regulacions a tot el món.
El 2015, un estudi ADAC (ordenat per ICCT) de 32 cotxes Euro6 va demostrar que pocs complien els límits d’emissions a la carretera. El 2016 l’ICCT va mesurar 19 cotxes nous i va trobar que les emissions reals eren un 40% superiors a les aprovades, principalment a causa dels mètodes laxos de les proves NEDC.